# Columbia (rymdfärja)
För andra betydelser, se Columbia.
Columbia (OV-102) var den första rymdfärja som togs i bruk av NASA. Första flygningen genomfördes mellan 12 och 14 april 1981. Den 1 februari 2003, vid slutet av sitt 28:e uppdrag, brann Columbia upp under återinträde i jordens atmosfär, och alla sju rymdfarare inuti omkom.

## Historik
Tillverkningen av Columbia påbörjades 27 mars 1975 och den 24 mars 1979 kom rymdfärjan till John F. Kennedy Space Center i Florida för att förberedas för sin första uppskjutning. Den 19 mars 1981 dödades två arbetare och fem skadades då man testade en av färjans funktioner.
Med på Columbias första flygning fanns två astronauter, John W. Young som befälhavare, en veteran från Gemini- och Apolloprogrammen, och Robert Crippen, som aldrig tidigare varit i rymden, som pilot.
Columbia har rekordet för längsta färd i rymden bland alla rymdfärjor.

## Columbias sista uppdrag

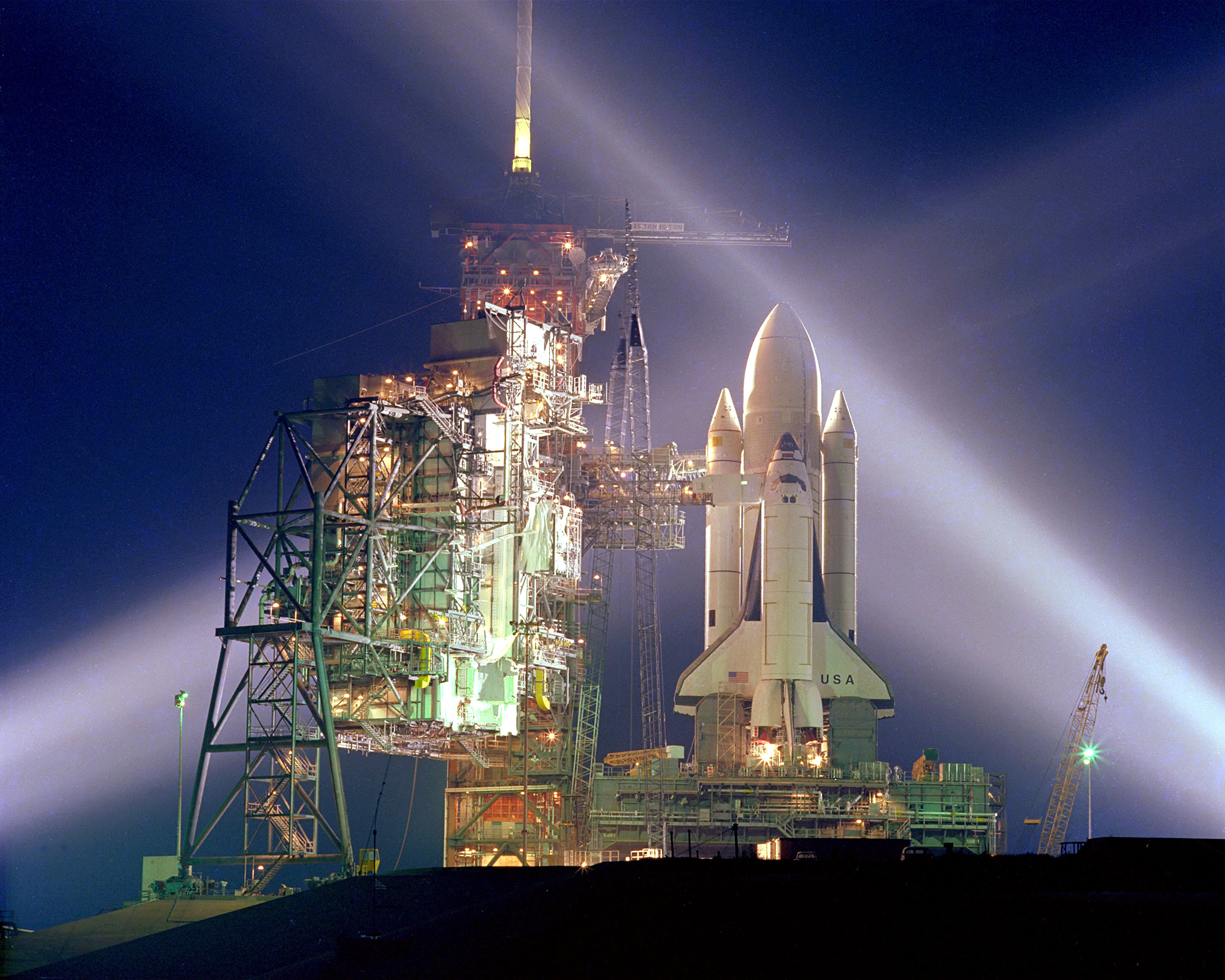
Columbia väntar på att skjutas upp för första gången, den 12 april 1981.

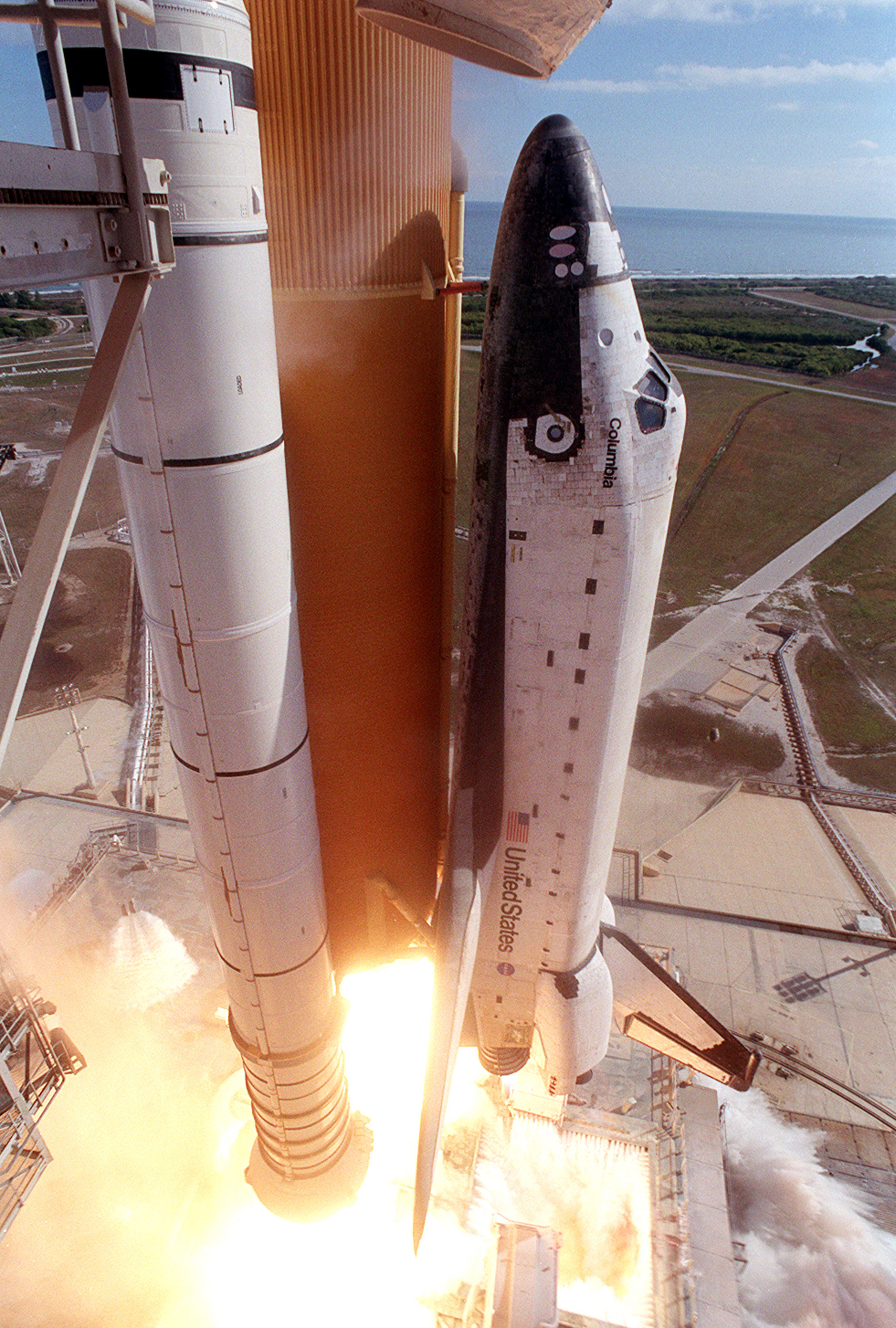
Columbia skjuts upp på sitt sista uppdrag, den 16 januari 2003.

På Columbias sista uppdrag medföljde i besättningen Ilan Ramon, den första israeliske astronauten, och den första kvinnliga astronauten född i Indien, Kalpana Chawla. Med på det sista uppdraget fanns även Rick Husband (befälhavare), William McCool (pilot), Michael P. Anderson, Laurel Clark och David Brown.
Columbia lyfte den 16 januari 2003 och genomförde sitt uppdrag utan problem fram till återinträdet i jordatmosfären. På morgonen den 1 februari, efter 16 dagar i rymden, förlorade Nasa radiokontakten med färjan, endast en dryg kvart före den väntade landningen kl. 9.16 på John F. Kennedy Space Center i Florida. Videoinspelningar visar att Columbia förintades under återinträdet, på cirka 63 km höjd över Texas, då hon hade en hastighet på 5,6 km/s.
Det som ledde till katastrofen var att en bit av isoleringen på bränsletanken lossnade under uppskjutningen. Ingen tog någon notis om detta då det är vanligt förekommande. I det här fallet kom den lossnade isoleringsbiten att träffa och orsaka en skada på ena vingens isoleringsplattor vilket gjorde att det inom ett mindre område saknades skydd mot hettan som uppstår vid återinträde i atmosfären.
Efter olyckan började man att filma och undersöka rymdfärjorna efter uppskjutning. Detta gjordes av både besättning och markkontroll. Man började också ta med sig verktyg för enklare reparationer om man skulle upptäcka skador.

## Rymdfärdsuppdragen

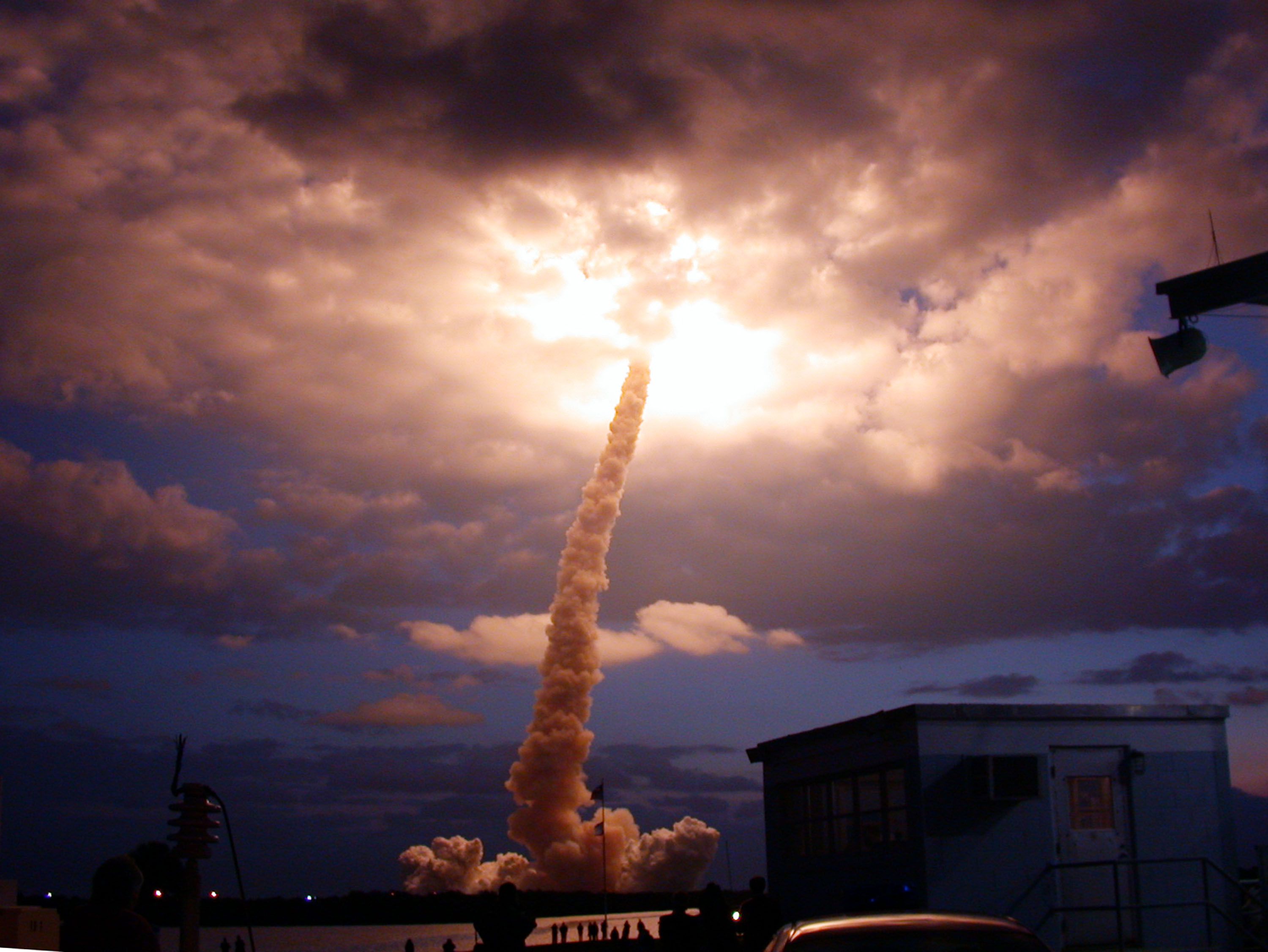
Uppskjutning av Columbia 1 mars 2002.

| Färd | Uppdrag  | Startdatum       | Landning               | Färdens tid |
| ---- | -------- | ---------------- | ---------------------- | ----------- |
| 1    | STS-1    | 12 april 1981    | 14 april 1981          | 54:20:53    |
| 2    | STS-2    | 12 november 1981 | 14 november 1981       | 54:13:11    |
| 3    | STS-3    | 22 mars 1982     | 30 mars 1982           | 192:04:46   |
| 4    | STS-4    | 27 juni 1982     | 4 juli 1982            | 169:09:13   |
| 5    | STS-5    | 11 november 1982 | 16 november 1982       | 122:14:26   |
| 6    | STS-9    | 28 november 1983 | 8 december 1983        | 247:47:24   |
| 7    | STS-61-C | 12 januari 1986  | 18 januari 1986        | 146:03:51   |
| 8    | STS-28   | 8 augusti 1989   | 13 augusti 1989        | 121:00:08   |
| 9    | STS-32   | 9 januari 1990   | 20 januari 1990        | 261:00:36   |
| 10   | STS-35   | 2 december 1990  | 10 december 1990       | 215:05:08   |
| 11   | STS-40   | 5 juni 1991      | 14 juni 1991           | 218:14:20   |
| 12   | STS-50   | 25 juni 1992     | 9 juli 1992            | 331:30:04   |
| 13   | STS-52   | 22 oktober 1992  | 1 november 1992        | 236:56:13   |
| 14   | STS-55   | 26 april 1993    | 6 maj 1993             | 239:39:59   |
| 15   | STS-58   | 18 oktober 1993  | 1 november 1993        | 336:12:32   |
| 16   | STS-62   | 4 mars 1994      | 18 mars 1994           | 335:16:41   |
| 17   | STS-65   | 8 juli 1994      | 23 juli 1994           | 353:55:00   |
| 18   | STS-73   | 20 oktober 1995  | 5 november 1995        | 381:52:21   |
| 19   | STS-75   | 22 februari 1996 | 9 februari 1996        | 377:40:21   |
| 20   | STS-78   | 20 juni 1996     | 7 juli 1996            | 405:47:36   |
| 21   | STS-80   | 19 november 1996 | 7 december 1996        | 423:53:18   |
| 22   | STS-83   | 4 april 1997     | 8 april 1997           | 95:12:39    |
| 23   | STS-94   | 1 juli 1997      | 17 juli 1997           | 376:44:34   |
| 24   | STS-87   | 19 november 1997 | 5 december 1997        | 376:34:04   |
| 25   | STS-90   | 17 april 1998    | 3 maj 1998             | 381:49:59   |
| 26   | STS-93   | 22 juli 1999     | 27 juli 1999           | 118:49:37   |
| 27   | STS-109  | 1 mars 2002      | 12 mars 2002           | 262:10:00   |
| 28   | STS-107  | 16 januari 2003  | 1 februari 2003 Haveri | 382:21:00   |

| Uppdragsemblem för Columbias flygningar                      | Uppdragsemblem för Columbias flygningar                      | Uppdragsemblem för Columbias flygningar                      | Uppdragsemblem för Columbias flygningar                      | Uppdragsemblem för Columbias flygningar                      | Uppdragsemblem för Columbias flygningar                      | Uppdragsemblem för Columbias flygningar                      | Uppdragsemblem för Columbias flygningar                      |
| ------------------------------------------------------------ | ------------------------------------------------------------ | ------------------------------------------------------------ | ------------------------------------------------------------ | ------------------------------------------------------------ | ------------------------------------------------------------ | ------------------------------------------------------------ | ------------------------------------------------------------ |
|                                                              |                                                              |                                                              |                                                              |                                                              |                                                              |                                                              |                                                              |
| STS-1                                                        | STS-2                                                        | STS-3                                                        | STS-4                                                        | STS-4                                                        | STS-5                                                        | STS-9                                                        | STS-61-C                                                     |
|                                                              |                                                              |                                                              |                                                              |                                                              |                                                              |                                                              |                                                              |
| STS-28                                                       | STS-32                                                       | STS-35                                                       | STS-40                                                       | STS-40                                                       | STS-50                                                       | STS-52                                                       | STS-55                                                       |
|                                                              |                                                              |                                                              |                                                              |                                                              |                                                              |                                                              |                                                              |
| STS-58                                                       | STS-62                                                       | STS-65                                                       | STS-73                                                       | STS-73                                                       | STS-75                                                       | STS-78                                                       | STS-80                                                       |
|                                                              |                                                              |                                                              |                                                              |                                                              |                                                              |                                                              |                                                              |
| STS-83                                                       | STS-94                                                       | STS-87                                                       | STS-90                                                       | STS-90                                                       | STS-93                                                       | STS-109                                                      | STS-107                                                      |
| Uppdragsemblem för planerade Columbia flygningar             |                                                              |                                                              |                                                              |                                                              |                                                              |                                                              |                                                              |
|                                                              |                                                              |                                                              |                                                              |                                                              |                                                              |                                                              |                                                              |
| STS-118 (Uppdraget utfördes senare av Endeavour. Se STS-107) | STS-118 (Uppdraget utfördes senare av Endeavour. Se STS-107) | STS-118 (Uppdraget utfördes senare av Endeavour. Se STS-107) | STS-118 (Uppdraget utfördes senare av Endeavour. Se STS-107) | STS-121 (Uppdraget utfördes senare av Discovery. Se STS-107) | STS-121 (Uppdraget utfördes senare av Discovery. Se STS-107) | STS-121 (Uppdraget utfördes senare av Discovery. Se STS-107) | STS-121 (Uppdraget utfördes senare av Discovery. Se STS-107) |

### Fotnoter
1. ↑  Lennart Pehrson (1 februari 2003). ”Sju astronauter dog i rymdkatastrof”. Dagens nyheter. http://www.dn.se/nyheter/varlden/sju-astronauter-dog-i-rymdkatastrof/. Läst 18 februari 2017.
2. ↑  ”March 19, 1981: Shuttle 's First Fatalities” (på amerikansk engelska). Wired. ISSN 1059-1028. https://www.wired.com/2009/03/march-19-1981-shuttle-s-first-fatalities/. Läst 13 juli 2022.